# Sutera aspalathoides
Sutera aspalathoides là một loài thực vật có hoa trong họ Huyền sâm. Loài này được Hiern miêu tả khoa học đầu tiên năm 1904.